# Walter Schmidt-Rimpler

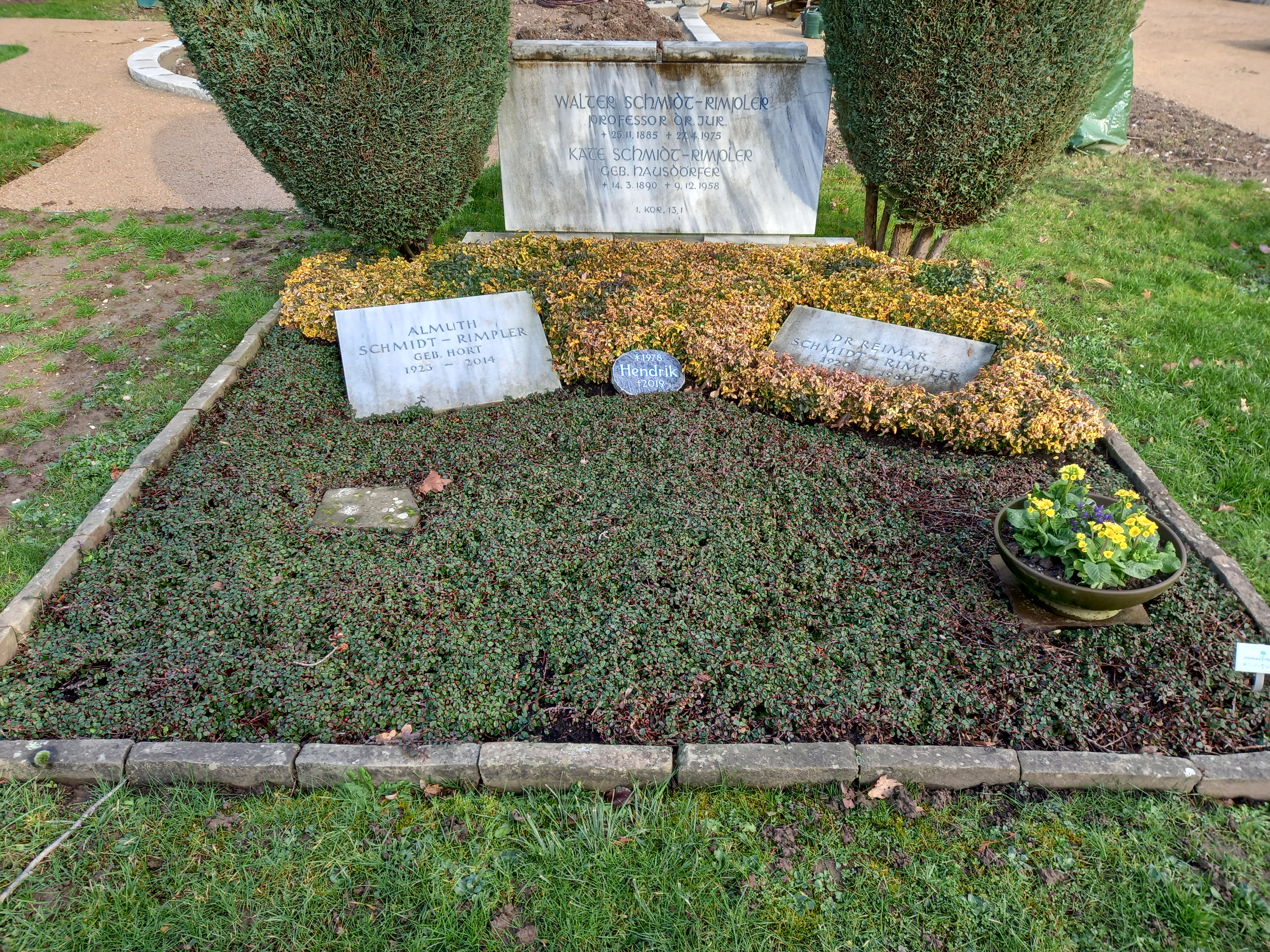
Das Grab von Walter Schmidt-Rimpler und seiner Ehefrau Käte geborene Hausdörfer im Familiengrab auf dem Zentralfriedhof Bad Godesberg in Bonn

Walter Schmidt-Rimpler (* 25. November 1885 in Marburg; † 27. April 1975 in Bonn) war ein deutscher Jurist und Hochschullehrer.

## Leben

### Studium, Habilitation und Erster Weltkrieg
Der Sohn des Professors für Augenheilkunde Hermann Schmidt-Rimpler studierte nach dem Abitur zwischen 1904 und 1907 Rechtswissenschaft an der Ruprecht-Karls-Universität Heidelberg, Ludwig-Maximilians-Universität München, Friedrich-Wilhelms-Universität zu Berlin sowie der Universität Halle. 1907 legte er sein Erstes Juristisches Staatsexamen ab und absolvierte im Anschluss sein Rechtsreferendariat am Amtsgericht Bad Lauchstädt, am Landgericht Berlin, Staatsanwaltschaft Berlin sowie einem Rechtsanwalt in Berlin und beim Oberlandesgericht Naumburg.
1911 erfolgte seine Promotion mit einer rechtsphilosophischen Dissertation mit dem Titel Eigentum und Dienstbarkeit: Eine Einleitung zu einer Untersuchung über die Eigentümerdienstbarkeit zum Doktor der Rechte an der Universität Halle. Danach war er zwischen Januar und April 1912 Mitarbeiter einer Privatbank in Mitteldeutschland; auf diese Tätigkeit folgte ein ausgedehnter Studienaufenthalt in London.
1914 schloss er seine Habilitation an der Universität Halle mit einer Habilitationsschrift zum Thema Geschichte des Kommissionsgeschäfts in Deutschland ab. Zu Beginn des Ersten Weltkrieges fand seine Musterung statt, wobei zunächst bei ihm die Untauglichkeit für den Militärdienst festgestellt wurde. Gleichwohl erhielt er eine militärische Ausbildung in einem Ersatz-Bataillon und wurde im Anschluss 1916 Mitarbeiter im Preußischen Kriegsministerium. Nachdem er dort 1917 in die von Oberst Joseph Koeth geleiteten Kriegsrohstoffabteilung versetzt worden war, erfolgte dort kurz vor Kriegsende seine Beförderung zum stellvertretenden Leiter einer Sektion. Nach dem Ersten Weltkrieg wurde er Ende 1918 aus dem Ministerialdienst entlassen.

### Lehrtätigkeiten
Schmidt-Rimplers Lehrtätigkeit und Werk erstreckte sich über 63 Jahre und umfasste vier Verfassungsepochen: das Kaiserreich, die Weimarer Republik, die Zeit des Nationalsozialismus und die Bundesrepublik Deutschland. Zu Beginn des Jahres 1919 wurde er zunächst Professor an der Albertus-Universität Königsberg, nahm aber bereits 1920 den Ruf als Ordinarius an der Universität Rostock an. Von 1922 bis 1937 übernahm er als Professor den Lehrstuhl für Bürgerliches Recht, Handels- und Wirtschaftsrecht und Rechtsgeschichte an der Schlesischen Friedrich-Wilhelms-Universität zu Breslau, wo auch Horst Bartholomeyczik und Stefan Riesenfeld zu seinen Studenten zählten. Während dieser Zeit entwickelte er seit 1931 eine Theorie der Vermögensgestaltung, die er sukzessive verfeinerte. Zugleich gehörte er neben Franz Helpenstein, J. Lindenbaum, Hans Möller und Walter Weddigen zu den Kritikern der von Alfred Manes aufgestellten Definition der Versicherung.
1937 wechselte er als Professor an die Wirtschaftshochschule Berlin und war dort zugleich auch Leiter des Instituts für Versicherungswirtschaft. Während der Zeit des Nationalsozialismus war Schmidt-Rimpler Mitglied im Nationalsozialistischen Deutschen Dozentenbund (NSDDB), Nationalsozialistischen Rechtswahrerbund (NSRB), in der Nationalsozialistischen Volkswohlfahrt (NSV) sowie im Reichsluftschutzbund (RLB). Er war kein Parteimitglied der NSDAP. 1941 verfasste er unter anderem ein Gutachten für die Akademie für Deutsches Recht zum Thema Vertragsfreiheit. Die von ihm hier formulierte materielle Richtigkeitsgewähr des Vertrages, welche darauf basierte, dass sich der Vertrag als Instrument zur Ordnung der Lebensverhältnisse dadurch legitimierte, dass er als Ausgleich der Parteieninteressen ein „richtiges“, nämlich ethisch gerechtes Ergebnis schaffe, schützte zumindest dem Ansatz nach die Privatautonomie und widersprach dem Anspruch des nationalsozialistischen Staates, alle Lebensverhältnisse zu lenken. Sie war später auch Thema von rechtswissenschaftlichen Auseinandersetzungen wie im BGB-Allgemeiner Teil II von Werner Flume.
Nach dem Ende des Zweiten Weltkrieges übernahm er zunächst eine Lehrstuhlvertretung für Hans Schumann an der Westfälischen Wilhelms-Universität zu Münster. Während dieser Vertretung wurde er 1946 mit einem Rechtsgutachten über die 1938 nach einer Maßregelung durch die NSDAP erfolgte Entlassung des Münsteraner Professors für Betriebswirtschaftslehre Hanns Linhardt beauftragt, in dem Schmidt-Rimpler zu dem Ergebnis kam, dass diese Entlassung gerechtfertigt war.
1946 nahm er einen Ruf auf den Lehrstuhl für Bürgerliches, Handels-, Wirtschafts- und Versicherungsrecht an der Rheinischen Friedrich-Wilhelms-Universität Bonn an und lehrte dort bis zu seiner Emeritierung. Während dieser Zeit war er unter anderem Doktorvater von Fritz Rittner, der 1956 mit einer Arbeit über Ausschließlichkeitsbindungen promovierte.
Schmidt-Rimpler war Mitglied der Historischen Kommission für Schlesien. In Anerkennung seiner Leistungen widmete ihm die Bonner Fakultät 1957 die Destschrift zum 70. Geburtstag von Walter Schmidt-Rimpler.

## Veröffentlichungen
Durch seine Lehrtätigkeit befasste er sich überwiegend mit Handels-, Versicherungs- und Wirtschaftsrecht und veröffentlichte mehrere Fachbücher. Zu seinen wichtigsten Publikationen gehören:
- Geschichte des Kommissionsgeschäfts in Deutschland – Die Zeit bis zum Ende des 15. Jahrhunderts (1915)
- Versicherungswirtschaft und Versicherungsrecht (1939)
- Die Gegenseitigkeit bei einseitig bedingten Verträgen, insbesondere beim Versicherungsvertrag : Zugleich ein Beitrag zur Lehre vom Synallagma (1968)
- Zum Vertragsproblem. In: Funktionswandel der Privatrechtsinstitutionen. Festschrift für Ludwig Raiser (1974)[8]

## Hintergrundliteratur
- Christian Kirschke: Die Richtigkeit des Rechts und ihre Maßstäbe: Rechtspolitik, Privatrechtsmethode und Vertragsdogmatik bei Walter Schmidt-Rimpler (25.11.1885 - 27.04.1975), Dissertation, Humboldt-Universität zu Berlin 2008, ISBN 978-3-8305-1670-5 (bei Google Books)
- Deutschsprachige Zivilrechtslehrer des 20. Jahrhunderts in Berichten ihrer Schüler. Band 1. 2007. ISBN 978-3-89949-456-3